# Brandon (Wisconsin)
Brandon is een plaats (village) in de Amerikaanse staat Wisconsin, en valt bestuurlijk gezien onder Fond du Lac County.

## Demografie
Bij de volkstelling in 2000 werd het aantal inwoners vastgesteld op 912. In 2006 is het aantal inwoners door het United States Census Bureau geschat op 884, een daling van 28 (-3,1%).

## Geografie
Volgens het United States Census Bureau beslaat de plaats een oppervlakte van 2,0 km², geheel bestaande uit land. Brandon ligt op ongeveer 290 m boven zeeniveau.

## Plaatsen in de nabije omgeving
De onderstaande figuur toont nabijgelegen plaatsen in een straal van 20 km rond Brandon.